# McAllen
McAllen ist eine Stadt im Hidalgo County im US-Bundesstaat Texas. Die Stadt liegt im Süden von Texas und ist etwa acht Kilometer von der mexikanischen Grenze entfernt. Das U.S. Census Bureau hat bei der Volkszählung 2020 eine Einwohnerzahl von 142.210 ermittelt.
McAllen wird auch Stadt der Palmen genannt, da sich außergewöhnlich viele Palmen in der Stadt befinden. Von Oktober bis März steigt die Bevölkerung der Stadt stark an, weil viele amerikanische Rentner aufgrund des warmen Klimas, der Kultur und der Freizeitmöglichkeiten aus dem Norden in den Süden des Landes ziehen. Das Nordamerikanische Freihandelsabkommen sowie die Maquila-Wirtschaft, bei der importierte Einzelteile in Mexiko zum Wiederexport zusammengesetzt werden, hat in McAllen einen ökonomischen Aufschwung bewirkt.

## Geschichte
John McAllen gründete 1904 am heutigen Ort der Stadt West McAllen. 1905 wurde eine Verbindung mit der St. Louis Brownsville & Mexico Railroad hergestellt. 1907 wurde die Stadt East McAllen gegründet. Als sich 1910 die Städte zusammenschlossen, wurden einige Geschäfte, Kirchen und Wohnsitze erbaut. Außerdem gab es nun auch eine Zeitung.
1920 hatte die Stadt über 5300 Einwohner. Die Stadt wuchs ständig und hatte 1960 schon 32.728 Einwohner. In den 1960er Jahren wuchs die Bevölkerung nicht mehr so stark. Dafür wurde ein neues Rathaus gebaut, die Bibliothek wurde vergrößert und ein Museum eröffnet. Von 1970 bis 1980 verdoppelte sich die Bevölkerung. Nun hatte die Stadt 66.281 Einwohner. 1976 wurde die La Plaza Mall eröffnet. Diese ist die größte Shopping Mall in der Metropolregion McAllen-Edinburg-Mission.

## Gesundheit
Im Jahr 2012 galt McAllen als das Ballungsgebiet mit der höchsten Fettleibigkeitsrate in den USA. Es wurden 38,5 % der erwachsenen Bevölkerung als fettleibig eingestuft. Diese hohe Fettleibigkeitsrate hat eine negative Auswirkung auf die Gesundheit der Bewohner dieser Region. Mehr als 21 % der Bevölkerung wurden mit Diabetes diagnostiziert, mehr als in jedem anderen Ballungsgebiet der Vereinigten Staaten. Auch Armut spielt anscheinend eine bedeutende Rolle bei den Gesundheitsproblemen des Ballungsgebietes. Über 25 % der Stadtbevölkerung lebten zwischen 2012 und 2016 unterhalb der Armutsgrenze. Mehr als 29 % der Bevölkerung verfügten in dieser Zeit auch über keine Krankenversicherung.

## Städtepartnerschaften
Partnerstädte von McAllen sind
- Belize City, Belize
- San José, Costa Rica
- Ganzhou, Volksrepublik China
- Saint-Laurent, Kanada
- sowie zahlreiche Städte in Mexiko:
  - Acapulco
  - Irapuato, Guanajuato
  - Ixtapa Zihuatanejo
  - Monterrey
  - Reynosa
  - Tampico
  - Guadalupe (Nuevo León)
  - Cadereyta Jiménez
  - García (Nuevo León)
  - Ciudad Victoria
  - Taxco de Alarcón
  - San Luis Potosí

## Söhne und Töchter der Stadt
- Lois January (1913–2006), Schauspielerin
- Elizabeth Moon (* 1945), Schriftstellerin
- Mitch Watkins (* 1952), Gitarrist und Keyboarder
- Catherine Hardwicke (* 1955), Szenenbildnerin und Filmregisseurin
- Michael Heath (* 1964), Schwimmer
- Carlos Moreno, Jr. (* 1971), Schauspieler
- Catherine Annette (* 1985), Schauspielerin und Synchronsprecherin